# Territorialprälatur Yauyos
Die Territorialprälatur Yauyos (lat.: Praelatura Territorialis Yauyosensis) ist eine in Peru gelegene römisch-katholische Territorialprälatur mit Sitz in San Vicente de Cañete.

## Geschichte
Die Territorialprälatur Yauyos wurde am 12. April 1957 aus Gebietsabtretungen des Erzbistums Lima errichtet und diesem als Suffragan unterstellt. Sitz der Prälatur war Yauyos. Am 24. März 1962 wurde auch der Küstenstreifen südlich von Lima, beiderseits von San Vicente de Cañete, vom Erzbistum Lima abgetrennt und der Prälatur Yauyos zugeschlagen. Der Sitz der Prälatur wurde von Yauyos nach San Vicente de Cañete verlegt; der Name der Territorialprälatur wurde jedoch nicht geändert.
Am 6. Juli 2001 gab die Territorialprälatur Yauyos die Pfarreien am Oberlauf des Río Rímac und seiner Nebenflüsse in der Provinz Huarochirí (Matucana, Ricardo Palma, Santa Eulalia und San Mateo de Huánchor) an das Bistum Chosica ab.

## Prälaten von Yauyos
- Ignacio María de Orbegozo y Goicoechea, 12. April 1957–26. April 1968, dann Bischof von Chiclayo
- Luis Sánchez-Moreno Lira, 26. April 1968–2. März 1996, dann Erzbischof von Arequipa
- Juan Antonio Ugarte Pérez, 15. März 1997–29. November 2003, dann Erzbischof von Cuzco
- Ricardo García García, seit 12. Oktober 2004